# Smaragdina affinis
Smaragdina affinis је врста тврдокрилца из породице буба листара (Chrysomelidae).

## Опис
Овај инсект је дуг 3,5–4 mm. Глава је црна, сјајна. Покрилца су црна са плавичастим одсјајем. Бокови пронотума су оранж или црвеносмеђи, са црним диском у средини. На пронотуму постоје ретка и мала удубљења, док су удубљења на покрилцима изражена и густа. Тибије и тарзуси су наранџасти. Фемури су мало затамњени при основи.

## Распрострањење
Живи у целој Европи сем Норвешке и Шведске. Има је у целој Србији.

## Биологија
Имага се хране најчешће лишћем леске (Corylus avellana), храста (Quercus spp.) и глога (Crataegus spp.), а ларве се вероватно хране у стељи.

## Станиште
Спада у термофилне врсте. Најчешће се среће у честарима и на ободима шума, на сувим и топлим косинама, од априла до јула.